# フリウリ地震
フリウリ地震（フリウリじしん、イタリア語: Terremoto del Friuli）とは、1976年5月6日に、イタリア北部のフリウリ＝ヴェネツィア・ジュリア州を震源として発生したMw6.5の地震である。震源の深さは5.7キロメートル (km) と浅く、震源地付近では大きな被害が出た。

## 震度
この地震で、震源地付近の地域では、メルカリ震度階級IXの強い揺れを観測したとみられる。

## 被害
この地震による死者は990人だった。
被害が大きかったジェモーナ・デル・フリウーリでは、11世紀から造られてきた石造りの古い街並みが倒壊。余震によるものも含め八割の建物が全壊、半壊して圧死者が相次いだ。